# Glassheart
Glassheart è il terzo album in studio della cantante Leona Lewis. L'album è stato pubblicato il 12 ottobre 2012 da Syco ed è la prima collaborazione con la RCA Records a seguito di una ristrutturazione della Sony Music Entertainment che ha portato alla chiusura della J Records. La registrazione di Glassheart è iniziata nel 2010, poco dopo la conclusione del suo primo tour, The Labyrinth. La pubblicazione, originariamente prevista per novembre 2011, è stata rinviata più volte per tutto il 2012 per consentire ulteriori sessioni di registrazione per il progetto.
Nell'album, Leona Lewis ha collaborato nuovamente con Ryan Tedder, produttore dei precedenti singolo  Bleeding Love e Happy. Lewis ha anche lavorato con nuovi produttori tra cui Naughty Boy, Rodney Darkchil, Jerkins e Dallas Austin.
Singolo apripista dall'album è stato Trouble, messo in commercio il 5 ottobre 2012, a cui è seguito Lovebird il 16 novembre dello stesso anno.

## Singoli
Il 14 luglio 2011, è stato annunciato che il primo singolo Collide avrebbe avuto il debutto alla BBC Radio 1 's The Mills Scott. Il brano è stato un discreto successo.
Prima del rinvio dell'album nel 2012, nel corso di un'intervista con Digital Spy, Leona annunciò che il secondo singolo estratto dall'album sarebbe stato Trouble, co-scritta da lei e Emeli Sandé. La canzone contiene elementi di trip hop, si ispira ad un genere Massive Attack e vede la collaborazione del rapper statunitense Childish Gambino. Il brano ha debuttato il 21 agosto 2012 ed è stato pubblicato solo in Irlanda e Regno Unito.
Durante la prima settimana di ottobre 2012, Leona ha confermato che stava cominciando a prepararsi per iniziare le riprese del suo prossimo singolo.

## Tracce
Edizione standard — CD 1
1. Trouble (Hugo Chegwin, Harry Craze, Leona Lewis, Shahid Khan, Emeli Sandé, Fraser T Smith)
2. UnLove Me (Bonnie McKee, Kelly Sheehan, Smith[4][5])
3. Lovebird (Josh Abrahams, Joshua Coleman, McKee[6])
4. Come Alive (Lewis, Smith, Ina Wroldsen[7])
5. Fireflies
6. I to You (Lewis, Sandé)
7. Shake You Up (Rodney "Darkchild" Jerkins, Olivia Waithe[8])
8. Stop the Clocks (Jörgen Elofsson, Lewis, Rachel "Maiday" Moulden, Smith)
9. Favourite Scar (Lewis, Roland Orzabal, Curt Smith, Ryan Tedder, Noel Zancanella[9])
10. When It Hurts
11. Glassheart (Lewis, Brent Kutzle, Tedder, Zancanella)
12. Fingerprint (Lewis, Laura Pergolizzi, Smith)
13. Trouble (feat. Childish Gambino) (Chegwin, Craze, Lewis, Khan, Sandé, Smith)

Edizione deluxe — CD 2
1. Trouble (versione acustica) (Chegwin, Craze, Lewis, Khan, Sandé, Smith)
2. Come Alive (versione acustica) (Lewis, Smith, Ina Wroldsen)
3. Glassheart (versione acustica) (Lewis, Brent Kutzle, Tedder, Zancanella)
4. Colorblind (Adam Duritz, Charlie Gillingham	)
5. Sugar (Sandé, Alexander Shuckburg)
6. Collide (Afrojack Remix) (Tim Berg, Simon Jeffes, Arash Pournouri, Autumn Rowe, Sandy Wilhelm)

## Successo commerciale
Glassheart, terzo album di Leona Lewis, ha debuttato al terzo posto nel Regno Unito vendendo 27.462 copie, superato dall'album di debutto del cantante inglese dal titolo omonimo (1º con 35.785 copie) e da Babel del gruppo inglese folk rock Mumford & Sons (2º con 28.219 copie). È il primo album della cantante a non debuttare al primo posto nella Official Albums Chart ed a non vendere almeno 100.000 copie nella prima settimana; Spirit aveva, infatti, venduto 375.872 copie nel 2007 mentre Echo, 161.000 nel 2009. La settimana successiva, Glassheart è sceso alla 10ª posizione, vendendo 10.288 copie (il 63% in meno della settimana precedente).

## Classifiche
| Classifica (2012/2013) | Posizione massima |
| ---------------------- | ----------------- |
| Austria                | 5                 |
| Germania               | 6                 |
| Irlanda                | 4                 |
| Paesi Bassi            | 57                |
| Regno Unito            | 3                 |
| Corea                  | 13                |
| Spagna                 | 54                |
| Svizzera               | 29                |

## Date di pubblicazione
| Stato       | Data             | Formato               | Etichetta                |
| ----------- | ---------------- | --------------------- | ------------------------ |
| Irlanda     | 12 ottobre 2012  | Download digitale, CD | Sony Music Entertainment |
| Regno Unito | 15 ottobre 2012  | Download digitale, CD | Syco, RCA                |
| Germania    | 23 novembre 2012 | Download digitale, CD | Syco, RCA                |
| Svizzera    | 23 novembre 2012 | Download digitale, CD | Syco, RCA                |
| Lussemburgo | 23 novembre 2012 | Download digitale, CD | Syco, RCA                |
| Belgio      | 23 novembre 2012 | Download digitale, CD | Syco, RCA                |
| Svezia      | 23 novembre 2012 | Download digitale, CD | Syco, RCA                |
| Portogallo  | 23 novembre 2012 | Download digitale, CD | Syco, RCA                |
| Francia     | 26 novembre 2012 | Download digitale, CD | Syco, RCA                |
| Grecia      | 26 novembre 2012 | Download digitale, CD | Syco, RCA                |
| Danimarca   | 26 novembre 2012 | Download digitale, CD | Syco, RCA                |
| Italia      | 27 novembre 2012 | Download digitale, CD | Syco, RCA                |
| Spagna      | 27 novembre 2012 | Download digitale, CD | Syco, RCA                |